# 722

## Evenimente
- Expansiunii musulmane și Reconquista. Bătălia de la Covadonga. Victorie a forțelor militare creștine în Iberia împotriva maurilor.

## Decese
- dată necunoscută: Teodosiu al III-lea împărat (n. ?)